# Ahajci (Homer)
Članek obravnava homersko rabo izraza 'Ahajci'.
Ahajci (starogrško starogrško Ἀχαιοί Ahaioí, slovensko Ahajci ali iz Ahaje) je bilo eno od skupnih imen Grkov v Homerjevi Iliadi in Odiseji. Pogosti imeni sta bili tudi Danajci (starogrško starogrško Δαναοί Danaoi) in Argejci (starogrško  starogrško Ἀργεῖοι Argeioi).  Imeni Panheleni (starogrško starogrško Πανέλληνες Panhellenes, vsi Grki) in Heleni (starogrško starogrško Ἕλληνες Hellenes) se pojavita samo enkrat. Vsi omenjeni izrazi so se uporabljali soznačno za označevanje njihove grške civilizacijske identitete.
V zgodovinskem obdobju so bili Ahajci prebivalci Ahaje, pokrajine v osrednjem severnem delu Peloponeza. Mestne države v tej regiji so kasneje ustanovile konfederacijo, znano kot Ahajska zveza, ki je imela velik vpliv v 3. in 2. stoletju pr. n. št.

## Homerski in kasnejši Ahajci
Homerski  "dolgolasi Ahajci" bi lahko bili del mikenske civilizacije, ki je v Grčiji   prevladovala od okoli 1600 pr. n. št. do 1100 pr. n. št. V arhaičnem in klasičnem obdobju se je izraz Ahajci nanašal samo na prebivalce mnogo manjše pokrajine Ahaje. Herodot ima Ahajce za prebivalce severnega Peloponeza in potomce homerskih Ahajcev. Po Pavzaniju, ki je pisal v 2. stoletju n. št., se je naziv Ahajci prvotno nanašal na Grke v Argolidi in Lakoniji.
Pavzanij in Herodot sta pripovedovala legende, da so Ahajce iz njihovoh domov pregnali Dorci med legendarno dorsko invazijo na Peloponez. Ahajci so svojo novo domovino poimenovali Ahaja.
Povezava Ahajcev s homerskimi Ahajci je že vedno predmet vročih razprav. Nekdanji poudarek na rasnih razlikah, opaznih v "svetlih kodrih Ahajcev" in "temnih kodrih sredozemskega Pozejdona", ki jih omenja Homer, nekateri  zgodovinarji  zavračajo.  Prepričani so, da se mora Homerjeve Ahajce razumeti kot "ime brez lastne dežele", ker so se "pravi" Ahajci kot entiteta  pojavili šele v 5. stoletju pr. n. št. kot govorci eolske grščine. 
Karl Beloch domneva, da invazije Dorcev sploh ni bilo in da so bili peloponeški Dorci pravzaprav Ahajci. Eduard Meyer se z njim ne strinja in trdi, da so bili "pravi" Ahajci celinski preddorski Grki. Njegov zaključek temelji na njegovih raziskavah podobnosti jezikov Ahajcev in prazgodovinskih Arkadcev. William Prentice se ne strinja z nobenim od njiju, ker ni nobenega arheološkega dokaza, da so se Akadci preselili "iz južne Male Azije v Grčijo, verjetno najprej v spodnjo Tesalijo, verjetno pred letom 2000 pr. n. št."

## Hetitski dokumenti
Švicarski hetitolog Emil Forrer, ki je preučeval Boghazköyske tablice v Berlinu, pravi, da so Ahajci iz predhomerske Grčije neposredno povezani z izrazom "dežela Ahhijava" v hetitskih besedilih. Njegove zaključke so drugi hetitologi v tistem času spodbijali: Johannes Friedrich leta  1927, Albrecht Götze leta 1930 in Ferdinand Sommer v knjigi Die Ahhijava-Urkunden (Ahhijava-dokumenti) leta 1932.
Nekaj hetitskih besedil omenja ljudstvo, ki živi na zahodu in se imenuje Ahhijava. Najstarejša omemba dežele, tokrat z imenom Ahhija, je v pismu, ki opisuje kršenje sporazuma hetitskega vazala Madduvatta. Drug pomemben dokument je Tavagavalovo pismo  (CTH 181), ki ga je napisal neznan hetitski kralj, najverjetneje Hatušili III., kralju Ahhijave okoli leta 1250 pr. n. št. V pismu ga ima za sebi enakega in namiguje, da je bil Milet (Millavanda) pod njegovo oblastjo. Omenja tudi "viluško epizodo", vključno z nasilje nad delom Ahhijave. Ahhija(va) so prepoznani kot Ahajci iz trojanske vojne, Vilusa pa legendarna Troja. Ob tem je opazna podobnost med hetitskim imenom Vilusa, zgodnjegrškim Ϝίλιον Vilion in kasnejšim Ἴλιον Ilion za akropolo Troje. 
Natančna povezava izraza Ahhijava z Ahajci, razen podobnih izgovarjav imen, je še vedno predmet vročih razprav. Zadnje raziskave, ki temeljijo na novih branjih in interpretacijah hetitskih besedil, in materialni dokazi stikov Mikencev z anatolsko notranjostjo vodijo do zaključka, da se naziv Ahhijava nanaša mikenski svet ali vsaj del mikenskega sveta.

## Egipčanski viri
Domneva se, da bi egipčanski izraz Ekveš lahko bil povezan z Ahajci, izraza Denjen in Tanaju pa s klasičnim grškim izrazom Danaoi (Danajci). Najstarejša egipčanska pisna  omemba mikenskega sveta je v letopisih Tutmoza III. (okoli 1479–1425 pr. n. št), ki omenjajo odposlance kralja Tanajuja (okoli 1437 pr. n. št.), ko je bil faraon na pohodu v Siriji. Prinesli so mu darila, da bi z njim navezali diplomatske stike.  Tanaju je omenjen tudi na napisu v pogrebnem templju Amenhotepa III., ki je vladal okoli 1382–1344 pr. n. št. Na tem napisu je tudi seznam danajskih mest in  pokrajin, med njimi Mikene, Navplij, Kitera, Mesenija in Tebe (tebanska regija).
V petem letu vladanja faraona Merneptaha je zahodno Nilovo delto domnevno napadla zveza libijskih plemen. Med napadalci so omenjeni tudi Ekveši, v katerih nekateri vidijo Ahajce, čeprav egipčanski zapisi poudarjajo, da so bili Ekveši obrezani, kar takrat v mikenskem svetu  ni bilo v navadi. Napad Ahajcev na delto omenja tudi Homer. Kralj Menelaj v IV. knjigi Odiseje pravi, da je  to naredil Telemah, ko se je vrnil domov iz trojanske vojne.  Kasnejši grški miti omenjajo, da so Heleni med trojansko vojno nekaj časa preživeli v Egiptu in ne v Troji, in da so po vojni v Trojo prišli Grki, da bi si opomogla.

## Grška mitologija
Heleni z različnimi kulturnimi izročili so se imeli za sorodnike, vendar potomce različnih mitoloških praočetov, po katerih so dobili svoja imena. Prednik Ahajcev je bil Ahaj (ali Ahej), Danajcev Danaos, Kadmijcev (Tebancev) Kadmos, Helenov Helen, Eolcev Eol, Joncev Jon in Dorcev Dor. 
Kadmos  iz Fenicije, Danaj iz Egipta in Pelops iz Anatolije so se naselili v celinski Grčiji, se asimilirali in helenizirali. Helen, Graikos, Magnez in Makedon so bili sinovi Devkaliona in Pire in edini, ki so preživeli veliki potop. Njihovo ljudstvo se je sprva po najstarejšem sinu imenovalo Graikoi, kasneje pa so se po najmočnejšem bratu Helenu preimenovali v Helene.  Sinovi Helena in nimfe Orseide so bili Dor, Ksut in Eol. Sinova Ksuta in Kreuse, hčerke Erehteja, sta bila Jon in Ahaj.
Po latinskem piscu Gaju Juliju  Higinu je v desetih letih trojanske vojne padlo 22 Ahajcev in 362 Trojancev.

## Etimologija
Po mnenju Margalit Finkelberg ime Ἀχαιοί/Ἀχαιϝοί izhaja iz hetitskega izraza Aḫḫiyawā. Robert S. P. Beekes  v to dvomi in namesto njega predlaga pragrško praobliko *Akaiva-. Etimologija Danajcev (Danaoi) je nezanesljiva. Po  Beekesovem mnenju je ime zagotovo pragrško.